# Người Mỹ gốc Bosnia
Người Mỹ gốc Bosnia là Người Mỹ có tổ tiên là Bosna và Hercegovina. Phần lớn người Mỹ gốc Bosnia nhập cư vào Hoa Kỳ trong và sau Chiến tranh Bosnia kéo dài từ năm 1992–95. Tuy nhiên, nhiều người Bosnia đã nhập cư vào Hoa Kỳ ngay từ thế kỷ 19. Dân số người Mỹ gốc Bosnia lớn nhất có thể được tìm thấy tại St. Louis, Missouri, nơi tự hào có số lượng người Bosnia lớn nhất trên thế giới bên ngoài Châu Âu.
Mặc dù các báo cáo điều tra dân số chính thức từ Cuộc điều tra dân số năm 2010 chỉ ra rằng có 125.793 người Mỹ gốc Bosnia ở Hoa Kỳ, nhưng ước tính đến năm 2020 có khoảng 300.000 đến 350.000 người Mỹ gốc Bosnia hoàn toàn hoặc một phần sống ở nước này.

## Dân số
Theo ước tính từ Khảo sát cộng đồng Mỹ cho năm 2015-2019, có 103.900 người nhập cư từ Bosnia Herzegovina. Các quận cư trú hàng đầu là:
1) Quận Cook, Illinois - 7.100
2) Quận Saint Louis, Missouri - 6.400
3) Hạt Polk, Iowa - 4.000
4) Quận Maricopa, Arizona - 3.200
5) Quận Duval, Florida - 2.800
6) Quận Oneida, New York - 2.500
7) Quận Macomb, Michigan - 2.400
8) Quận Pinellas, Florida - 2.300
9) Quận Kent, Michigan - 2.100
10) Quận Gwinnett, Georgia - 2.100
11) Quận Hartford, Connecticut - 2.000
12) Quận Black Hawk, Iowa - 1.700
13) Quận Santa Clara, California - 1.600
14) Quận Warren, Kentucky - 1.500
15) Quận Jefferson, Kentucky - 1.500